# Йоуко Нарванмаа
Йоуко Нарванмаа (фін. Jouko Narvanmaa; 10 вересня 1962, м. Турку, Фінляндія) — фінський хокеїст, захисник. 
Вихованець хокейної школи ТПС (Турку). Виступав за ТПС (Турку), МОДО Хокей.
В чемпіонатах Фінляндії — 401 матчів (56+107), у плей-оф — 76 матчів (7+18). В чемпіонатах Швеції — 74 матчі (21+22), у плей-оф — 4 матчі (0+2).
У складі національної збірної Фінляндії учасник чемпіонатів світу 1985, 1986 і 1989 (19 матчів, 2+2), учасник Кубка Канади 1987 (1 матч, 0+0). 
Досягнення
- Чемпіон Фінляндії (1989, 1990, 1991, 1993), срібний призер (1982, 1985, 1994)
- Володар Кубка європейських чемпіонів (1994).